# Gaglioppo
Gaglioppo ist eine sehr alte rote Rebsorte, die vermutlich aus Griechenland stammt. Sie wird überwiegend in der Region Kalabrien angebaut (→Weinbau in Italien). Es wird vermutet, dass Gaglioppo mit den Sorten Aglianico und Magliocco Canino verwandt ist. Gemäß DNA-Untersuchungen aus dem Jahr 2010 stammt Gaglioppo von den Rebsorten Sangiovese × Mantonico Bianco ab.
Die Sorte gedeiht hervorragend in trockenem Klima und erreicht einen hohen Zuckergehalt (siehe Mostgewicht). Die aus ihr gekelterten Weine wie zum Beispiel der Cirò sind somit recht alkoholreich. Gaglioppo kommt neben der Region Cirò noch in folgenden Qualitätsweinen vor: Bivongi, Lamezia, Melissa, Savuto, Scavigna DOC, Terre di Cosenza. In den 1990er Jahren wurde eine bestockte Rebfläche von 7017 Hektar erhoben. 2016 wurde eine weltweit eine Rebfläche von 4626 ha ausgewiesen.
Häufig wird der Wein der Gaglioppo in geringem Maße mit weißen oder roten Rebsorten verschnitten.

## Ampelographische Sortenmerkmale
- Die Triebspitze ist offen. Sie ist wollig behaart, von weiß-grünlicher Farbe mit leicht rötlichem Anflug. Die weiß-gelblichen Jungblätter sind schwachwollig behaart.
- Die mittelgroßen Blätter laufen dreieckförmig aus, sind fünflappig und nur leicht gebuchtet. Die Stielbucht ist U-förmig geformt. Das Blatt ist scharf gezähnt.
- Die konus- oder pyramidalförmige Traube ist mittelgroß bis groß, dichtbeerig und geschultert. Die rundlichen bis ovalen Beeren sind mittelgroß und von schwarz-rötlicher Farbe. Die saftigen Beeren schmecken neutral.

Reife: spät – ca. 35 Tage nach dem Gutedel. Die Lese erfolgt meist zwischen der dritten Septemberwoche und der ersten Oktoberwoche.

## Eigenschaften
Die Widerstandsfähigkeit gegen den Echten und Falschen Mehltau ist schwach. Dagegen verträgt die Rebsorte Trockenheit und Winterkälte.

## Synonyme
Es gibt 35 bekannte Synonyme: Aglianico Di Cassano, Arvino, Arvino Nero, Cirotana, Gaglioppa, Gaglioppa Nera, Gaglioppo Di Ciro, Gaglioppo Nero, Gaglioppo Paesano, Gagliuoppo, Gaioppo, Galaffa, Galloffa, Gallopa, Galloppo, Galloppolo, Galoffa, Lacrima Di Cosenza, Lacrima Nera, Lancianese, Latifolia, Maghioccu Nero, Magliocca, Magliocco, Magliocco Antico, Magliocco Dolce, Magliocco Tondo, Maglioccolo, Magliocolo Nero, Mantonico Nero, Montonico Nero, Montonico Noir, Morellino Pizzuto, Navarna, Uva Navarra.